# آری (سم)
آری (به فرانسوی: Arry) یک کمون در فرانسه است که در سم (فرانسه) واقع شده‌است. آری ۷٫۳۴ کیلومتر مربع مساحت دارد ۱۶ متر بالاتر از سطح دریا واقع شده‌است.